# Valentina Maslóvskaya
Valentina Maslovskaya (Odesa, Ucrania, parte de la antigua Unión Soviética, 30 de enero de 1937-Palafrugell, Gerona, 21 de mayo de 2023)[cita requerida] fue una atleta soviética especializada en la prueba de 4 × 100 m, en la que consiguió ser campeona europea en 1958.

## Carrera deportiva
En el Campeonato Europeo de Atletismo de 1958 ganó la medalla de oro en los relevos de 4x100 metros, con un tiempo de 45.3 segundos que fue récord de los campeonatos, llegando a meta por delante de Reino Unido y Polonia (bronce).